# 니콜라 지기치
니콜라 지기치(세르비아어: Никола Жигић, Nikola Žigić, 1980년 9월 25일, 유고슬라비아 바치카토폴라 ~ )는 세르비아의 전 축구 선수이다.
세르비아 올해의 선수에 3회 (2003년, 2005년, 2006년) 선정되었으며, 그의 키는 202cm로 세계 최고의 최장신 축구 선수중 한명이다. 큰 키를 이용한 헤더 능력은 세계 정상급 수준이다.

## 수상

### 버밍엄 시티 FC
- 풋볼 리그컵 : 2010-11 (우승)